# 메뉴 작전
메뉴 작전(영어: Operation Menu)은 1969년 3월 18일부터 1970년 5월 26일까지 미국 전략공군사령부가 동부 캄보디아 일대에 가한 폭격 작전으로, 베트남 전쟁과 캄보디아 내전의 일부다. 작전의 주요 목표는 캄보디아와 베트남 공화국의 국경에서 재보급, 휴식, 훈련을 하는 베트남 인민군과 남베트남 민족해방전선이었다. 14개월 동안 폭격이 이어졌지만, 미국 공군은 베트남 인민군과 남베트남 민족해방전선을 축출하는데 실패했다. 이후 미국은 캄보디아 전체로 폭격 범위를 넓히고(프리덤 딜 작전), 1970년 4월 캄보디아 본토를 직접 침공했다.
메뉴 작전은 여러 가지 측면에서 논란이 많은 작전이었다. 작전 입안 때, 리처드 닉슨과 헨리 키신저가 작전 정보를 비밀로 유지하였다는 것, 작전의 목표였던 북베트남 및 남베트남 민족해방전선군을 색출하지 못한 것, 그리고 메뉴 작전의 여파로 캄보디아 일대로 전쟁이 확전된 것 등이 주요 논쟁의 골자다.

## 같이 보기
- 방콕 계획
- 프리덤 딜 작전
- 캄보디아 전역